# Jake Trbojevic

a Compétitions nationales et continentales officielles uniquement.

b Matchs officiels uniquement.
Jake Trbojevic, né le 18 février 1994 à Mona Vale (Australie), est un joueur australien de rugby à XIII évoluant au poste de troisième ligne ou de pilier dans les années 2010 et 2020.
A l'instar de ses jeunes frères Tom Trbojevic et Ben Trbojevic, il opte pour le rugby à XIII et incorpore les équipes jeunes des Manly-Warringah Sea Eagles.  Il dispute la National Rugby League à partir de 2013 et devient pleinement titulaire en 2015 en tant que pilier puis en 2016 en tant que troisième ligne. Il compte plus de 220 rencontres sous le maillot Manly-Warringah.
En sélection australienne, il y fait ses premiers pas dès 2016 et remporte le Tournoi des Quatre Nations 2016. L'année suivante, il remporte la Coupe du monde lors de l'édition 2017 avec son frère Tom, et reste régulièrement sélectionné. Il remporte un second titre de Coupe du monde en 2022 dans la peau d'un titulaire au poste de pilier. Concernant le State of Origin, il joue pour la sélection de Nouvelle-Galles du Sud à partir de 2017 et compte près de vingt sélections, remportant les éditions 2018, 2019, 2021 et 2024.

## Biographie
Jake Trbojevic profite du forfait de Josh Papalii en raison d'une blessure à la cheville pour faire partie de l'équipe d'Australie au Tournoi des Quatre Nations 2016.

## Palmarès
- Collectif :
  - Vainqueur de la Coupe du monde : 2017 et 2022 (Australie).
  - Vainqueur du Tournoi des Quatre Nations : 2016 (Australie).
  - Vainqueur du State of Origin : 2018, 2019, 2021 et 2024 (Nouvelle-Galles du Sud).
  - Finaliste de la  National Rugby League : 2013 (Manly-Warringah ).

### Détails en sélection
| Matchs internationaux de Jake Trbojevic | Matchs internationaux de Jake Trbojevic | Matchs internationaux de Jake Trbojevic | Matchs internationaux de Jake Trbojevic | Matchs internationaux de Jake Trbojevic | Matchs internationaux de Jake Trbojevic | Matchs internationaux de Jake Trbojevic | Matchs internationaux de Jake Trbojevic | Matchs internationaux de Jake Trbojevic | Matchs internationaux de Jake Trbojevic | Matchs internationaux de Jake Trbojevic | Matchs internationaux de Jake Trbojevic |
|                                         | Date                                    | Adversaire                              | Résultat                                | Compétition                             | Poste                                   | Points                                  | Essais                                  | Pen.                                    | Drops                                   |                                         |                                         |
| --------------------------------------- | --------------------------------------- | --------------------------------------- | --------------------------------------- | --------------------------------------- | --------------------------------------- | --------------------------------------- | --------------------------------------- | --------------------------------------- | --------------------------------------- | --------------------------------------- | --------------------------------------- |
| sous les couleurs de l'Australie        |                                         |                                         |                                         |                                         |                                         |                                         |                                         |                                         |                                         |                                         |                                         |
| 1.                                      | 28 octobre 2016                         | Écosse                                  | 54-12                                   | Quatre Nations                          | Troisième ligne                         | 4                                       | 1                                       | 0                                       | 0                                       |                                         |                                         |
| 2.                                      | 5 mai 2017                              | Nouvelle-Zélande                        | 30-12                                   | ANZAC Test                              | Remplaçant                              | 4                                       | 1                                       | 0                                       | 0                                       |                                         |                                         |
| 3.                                      | 27 octobre 2017                         | Angleterre                              | 18-4                                    | Coupe du monde                          | Remplaçant                              | 0                                       | 0                                       | 0                                       | 0                                       |                                         |                                         |
| 4.                                      | 13 octobre 2018                         | Nouvelle-Zélande                        | 24-26                                   | Amical                                  | Remplaçant                              | 0                                       | 0                                       | 0                                       | 0                                       |                                         |                                         |
| 5.                                      | 20 octobre 2018                         | Tonga                                   | 34-16                                   | Amical                                  | Remplaçant                              | 0                                       | 0                                       | 0                                       | 0                                       |                                         |                                         |
| 6.                                      | 25 octobre 2019                         | Nouvelle-Zélande                        | 26-4                                    | Coupe Océanie                           | Troisième ligne                         | 0                                       | 0                                       | 0                                       | 0                                       |                                         |                                         |
| 7.                                      | 2 novembre 2019                         | Tonga                                   | 6-12                                    | Coupe Océanie                           | Troisième ligne                         | 0                                       | 0                                       | 0                                       | 0                                       |                                         |                                         |

### Détails en club
| Saison | Saison          | Championnat | Championnat  | Championnat | Championnat | Championnat | Championnat | Championnat | State of Origin | State of Origin | State of Origin | State of Origin | State of Origin | State of Origin | State of Origin | Sélection | Sélection | Sélection | Sélection | Sélection | Sélection | Sélection |
| Saison | Saison          | Comp.       | Class.       | M           | Pts         | Ess.        | Buts        | Dp.         | Ed.             | Rés.            | M               | Pts             | Ess.            | Buts            | Dp.             | Compet.   | M         | Pts       | Ess.      | Buts      | Dp.       |           |
| ------ | --------------- | ----------- | ------------ | ----------- | ----------- | ----------- | ----------- | ----------- | --------------- | --------------- | --------------- | --------------- | --------------- | --------------- | --------------- | --------- | --------- | --------- | --------- | --------- | --------- | --------- |
| 2013   | Manly-Warringah | NRL         | Finaliste    | 1           | -           | -           | -           | -           |                 |                 |                 |                 |                 |                 |                 |           |           |           |           |           |           |           |
| 2014   | Equipe réserve  |             |              |             |             |             |             |             |                 |                 |                 |                 |                 |                 |                 |           |           |           |           |           |           |           |
| 2015   | Manly-Warringah | NRL         | 9e           | 23          | 12          | 3           | -           | -           |                 |                 |                 |                 |                 |                 |                 |           |           |           |           |           |           |           |
| 2016   | Manly-Warringah | NRL         | 13e          | 23          | 16          | 4           | -           | -           |                 |                 |                 |                 |                 |                 |                 | QN        | 1         | 4         | 1         | -         | -         |           |
| 2017   | Manly-Warringah | NRL         | 1er tour     | 24          | 36          | 9           | -           | -           | 2017            | Perdant         | 3               | -               | -               | -               | -               | CM        | 2         | 4         | 1         | -         | -         |           |
| 2018   | Manly-Warringah | NRL         | 15e          | 23          | 28          | 7           | -           | -           | 2018            | Vainqueur       | 3               | -               | -               | -               | -               |           | 2         | -         | -         | -         | -         |           |
| 2019   | Manly-Warringah | NRL         | 2e tour      | 25          | 8           | 2           | -           | -           | 2019            | Vainqueur       | 3               | 4               | 1               | -               | -               |           | 2         | -         | -         | -         | -         |           |
| 2020   | Manly-Warringah | NRL         | 13e          | 20          | 8           | 2           | -           | -           | 2020            | Perdant         | 3               | -               | -               | -               | -               |           |           |           |           |           |           |           |
| 2021   | Manly-Warringah | NRL         | Finale prél. | 23          | 12          | 3           | -           | -           | 2021            | Vainqueur       | 1               | -               | -               | -               | -               |           |           |           |           |           |           |           |
| 2022   | Manly-Warringah | NRL         | 11e          | 20          | 4           | 1           | -           | -           | 2022            | Perdant         | 2               | -               | -               | -               | -               | CM        | 5         | -         | -         | -         | -         |           |
| 2023   | Manly-Warringah | NRL         | 12e          | 18          | 4           | 1           | -           | -           | 2023            | Perdant         | 1               | -               | -               | -               | -               |           | 1         | -         | -         | -         | -         |           |
| 2024   | Manly-Warringah | NRL         | 2e tour      | 24          | 8           | 2           | -           | -           | 2024            | Vainqueur       | 3               | -               | -               | -               | -               |           |           |           |           |           |           |           |
| 2025   | Manly-Warringah | NRL         |              | 5           | -           | -           | -           | -           |                 |                 |                 |                 |                 |                 |                 |           |           |           |           |           |           |           |